# Tajo de las Figuras
Tajo de las Figuras – jaskinia położona w pobliżu Benalup-Casas Viejas w prowincji Kadyks w hiszpańskiej wspólnocie autonomicznej Andaluzja. Stanowisko archeologiczne. Od 1924 roku posiada status Monumento Arquitectónico Artístico.
Jaskinia ma 8 m głębokości, szerokość 3–4 m i wysokość 1,5–2 m. Wejście do niej położone jest w płaskiej ścianie skalnej na wysokości ok. 4 metrów. Nachylenie spągu dochodzi do 45°. Ściany jaskini pokrywają malowidła pochodzące w większości z okresu neolitu i eneolitu, przedstawiające jelenie, ptaki oraz postaci antropomorficzne. Po raz pierwszy zostały one przebadane w 1913 roku przez Juana Cabré i Eduarda Hernándeza-Pacheco. Przez kilkadziesiąt lat od odkrycia malowidła polewano wodą celem uczynienia ich bardziej widocznymi dla turystów, co doprowadziło do osadzenia się na nich grubej warstwy wapienia. W 2005 roku przeprowadzone zostały prace restauracyjne, mające na celu oczyszczenie i wzmocnienie rysunków.